# Бромид (Оклахома)
Бромид (енгл. Bromide) град је у америчкој савезној држави Оклахома.

## Демографија
По попису из 2010. године број становника је 165, што је 2 (1,2%) становника више него 2000. године.
| Група             | 2000.       | 2010.       |
| Белци             | 116 (71,2%) | 120 (72,7%) |
| Афроамериканци    | 0 (0,0%)    | 0 (0,0%)    |
| Азијати           | 0 (0,0%)    | 0 (0,0%)    |
| Хиспаноамериканци | 8 (4,9%)    | 14 (8,5%)   |
| Укупно            | 163         | 165         |